# Patriarcado capitalista y feminismo socialista
Patriarcado capitalista y feminismo socialista (en su inglés original: Capitalist Patriarchy and the Case for Socialist Feminism) es una antología sobre feminismo socialista editada por Zillah R. Eisenstein y publicada en 1978.
La socióloga Rhonda F. Levine cita el trabajo como una «magnífica discusión de la posición socialista-feminista». Levine continúa describiendo el libro como «una de las primeras declaraciones de cómo un análisis de clase de tipo marxista puede combinarse con un análisis feminista del patriarcado para producir una teoría de cómo el género y la clase se intersecan en tanto que son sistemas de desigualdad».
La escritora Deborah Madsen declara que «Eisenstein define el término "patriarcado capitalista" como descriptivo de la "relación dialéctica que se refuerza mutuamente entre la estructura de clases capitalista y la estructuración sexual jerárquica"».
Eisenstein afirma en un pasaje del libro que «[e]l reconocimiento de las mujeres como una clase sexual establece la cualidad subversiva del feminismo para el liberalismo porque el liberalismo se basa en la exclusión de las mujeres de la vida pública sobre esta misma base de clase. La exigencia de una igualdad real de mujeres y hombres, si se lleva a su conclusión lógica, desalojaría la estructura patriarcal necesaria para una sociedad liberal».